# Festung Germersheim
Die Festung Germersheim war eine königlich-bayerische Festung in der pfälzischen Stadt Germersheim. Sie wurde vom Deutschen Bund finanziert und war Teil eines Festungssystems im Westen Deutschlands zum Schutz vor befürchteten französischen Angriffen. Die Festung Germersheim war nicht, wie oft behauptet, eine Bundesfestung. Während der 1834 begonnenen und 1855 bzw. 1861 vollendeten Erbauung schuf sie Arbeitsplätze, bremste später jedoch die Stadtentwicklung und verhinderte jegliches Wachstum der Bevölkerungszahl oder Ansiedlung von Industrie. Seit 1878 war die Festung Standort des kgl. bay. 17. Infanterie-Regiments „Orff“ der Bayerischen Armee. Infolge des Vertrages von Versailles wurde sie zwischen 1920 und 1922 zum größten Teil geschleift; die noch erhaltenen Teile werden mittlerweile als lokales Kulturgut angesehen. (Vgl. Liste der Kulturdenkmäler in Germersheim)

## Ältere Befestigung
Eine Burg bei Germersheim lässt sich erstmals im 12. Jahrhundert nachweisen. Der Ort erhielt 1276 durch König Rudolf I. Stadtrechte verliehen, womit die Erlaubnis zum Bau einer Stadtmauer verbunden war. Heute geht man davon aus, dass diese erst in kurpfälzischer Zeit (ab 1330) entstand. Erwähnt wird eine Stadtbefestigung 1390, die sich an die Burg anschloss und ein 7 ha großes Siedlungsareal umschloss. Unter Pfalzgraf Friedrich I. begann vermutlich ein erster Festungsausbau im 3. Viertel des 15. Jahrhunderts. Ab 1618 erfolgte der planvolle Ausbau unter Leitung des renommierten Festungsbaumeisters Adam Stapf](gest. 1624). Die Anlage war noch nicht vollendet, als 1622 kaiserliche Truppen Germersheim erstürmten. Die Festung wurde weiter ausgebaut. 1674 nahmen in einem Handstreich französische Einheiten die kurpfälzische Festung, die zu jener Zeit ohne Garnison war. Frankreich hatte kein Interesse an dem Ort und sah durch diesen sein Festungsprojekte von Philippsburg gefährdet. Daher wurde die Siedlung und Befestigung von Germersheim vollständig beseitigt und das dabei gewonnene Baumaterial nach Philippsburg gebracht. Nach dem Verlust von Philippsburg 1676 forderte Vauban eine Wiederbefestigung von Germersheim, die aber unterblieb. 1697 war der Ort wieder kurpfälzisch und zur Festungsstadt ausgebaut. Germersheim erhielt einen bastionierten Wall mit Ravelins auf der Süd- und Westfront sowie weiteren Außenwerken. Im Koalitionskrieg gelangte Frankreich in den Besitz von Germersheim und begann 1794 die Festung grundlegend nach den Gestaltungsideen der Schule von Mézières umzubauen und zu erweitern. Es kam zu einer Bauunterbrechung, als 1796 der österreichische General Friedrich von Hotze den Ort mit seinen Soldaten einnahm. Ab 1801 gehörte Germersheim offiziell zu Frankreich, doch wurde das dortige Festungsbauprojekt nicht wesentlich vorangebracht. Noch bevor Germersheim zu Bayern kam (1816), ordnete der bayerische Feldmarschall Carl von Wrede unter dem Eindruck der Rückkehr Napoleons von Elba (1. März) die umgehende Herstellung des Brückenkopfes von Germersheim an. Unter Leitung des Ingenieuroffiziers Kaspar Schaupp (gest. 1846) rückten mehrere tausend Schanzarbeiter an, die eine provisorische Befestigung errichteten. Hierbei bediente man sich der vormaligen Planung und formte die südliche Hauptfront aus den vier großen französischen Ravelins, die mit eigenwillig gebogenen Kurtinen verbunden wurden.

## Hintergrund und Erbauung der Stadtbefestigung
Der Deutsche Bund erkannte die Bedeutung Germersheims als strategisch wichtigen Knotenpunkt im neu zu errichtenden Befestigungskonzept seiner Westgrenze. Im Falle eines französischen Angriffes sollten möglichst schnell Truppen in der Linie Luxemburg–Landau–Rastatt gesammelt werden, um ihn abzuwehren bzw. gegen Frankreich vorzugehen. Der Rheinübergang bei Germersheim war strategisch bedeutsam, um in Baden einfallen zu können. Im Westen und Süden lag bei Germersheim die Hauptangriffsseite, da im Osten der Rhein und im Norden zum damaligen Zeitpunkt ein Sumpfgebiet natürliche Barrieren darstellten.
1818 entschied der Bundesmilitärausschuss, dass bei Germersheim ein doppelter Brückenkopf anzulegen sei, wofür 15 Millionen Franken aus den französischen Reparationszahlungen an Bayern ausgezahlt wurden. Unter Leitung des bayerischen Genie-Oberstleutnant Anton von Edlinger (gest. 1840) erarbeitete eine Lokalkommission unter Beteiligung badischer und österreichischer Offiziere verschiedene Befestigungsprojekte. Diese zeigten ein Tenaillen- oder Polygonalsystem kombiniert mit einem Kranz von detachierten Forts und orientierte sich vor allem an den zeitgenössischen Festungsbauten in Mainz, Köln und Koblenz. Das Projekt kam aber zunächst nicht in Gang und Ludwig I. benutzte teile des Baugeldes als Anleihe für Griechenland, um damit seinen Sohn Otto als neuen griechischen Regenten zu unterstützen. 1848 zahlte Griechenland das Darlehn zurück, erhöht um rund 1/4 Zinsen.
Als Mitglied der Befestigungskommission hielt sich 1818 bis 1823 der österreichische Sappeuroffizier und spätere General Joseph Zocchi von Morecci (1787–1880) hier auf. Er gilt als der Vater des unehelich in Germersheim geborenen Priesters Paul Josef Nardini (1821–1862), dem ersten Seligen der Pfalz.
Der endgültige Entschluss der Bundesversammlung, die Stadt zu befestigen, erfolgte erst 1832. Die Ausarbeitung eines Planes und die Leitung der Bauarbeiten wurden Friedrich von Schmauß übertragen.
Am 30. Juni 1834 begann mit der Aushebung des Hauptgrabens der Bau der Festung; am Jahrestag der Völkerschlacht bei Leipzig des gleichen Jahres, dem 18. Oktober, wurde der Grundstein der Festung gelegt. Der eigentliche Bau wurde 1855 vollendet, jedoch zog sich das Graben der Minengänge bis 1861 hin. Insgesamt dauerte der Bau damit siebenundzwanzig Jahre.
Beim Pfälzischen Aufstand hatte der Regierungspräsident Franz Alwens seinen Amtssitz im Mai und Juni 1849 in die Festung Germersheim verlegt, um eine Konfrontation mit den Aufständischen zu vermeiden.

## Aufbau der Festung
Das Hauptwerk der polygonalen Festung war, nebst einer Stadtumwallung, in sechs Fronten (von Nordwesten im Uhrzeigersinn: Carl, Reuß, Diez, Lamotte, Schmauß und Beckers) eingeteilt, wozu noch die Vorfronte Hertling sowie einige Kaponniere kamen. Weiterhin gab es zehn vorgelagerte Verteidigungsanlagen: Die drei stärksten (Friedrich (der Siegreiche) im Nordosten, Wrede im Osten und Deroy im Südosten) wurden Vorfesten (zeitgenössisch noch -veste geschrieben) genannt; sechs schwächere, sogenannte Vorwerke, von welchen sich vier auf rechter Rheinseite (von Süden nach Norden: Zandt, Brückenkopf, Seydewitz und Treuberg) und zwei (Siebein im Norden und Vincenti im Südwesten am Rheinufer) auf linker Rheinseite befanden; schließlich kam noch das besonders schwache linksrheinische Flügelwerk Ysenburg im Nordwesten hinzu. Es gab zwei Eingänge zur Stadt, nämlich das Ludwigstor (ursprünglich Deutsches Thor) im Nordwesten und das Weißenburger Tor (ursprünglich Französisches Thor) im Osten. Weiterhin war das Gelände außerhalb der Hauptumwallung fast vollständig von Minengängen durchzogen. Es gab ursprünglich vier Kasernen, davon drei Defensivbauten (Stengelkaserne, Seysselkaserne und Theobaldkaserne), sowie die nicht-defensive (Franziskaner-)Klosterkaserne. Später kamen noch drei weitere (Zollerkaserne, Pontonierkaserne und Maschinengewehrkaserne) dazu, sodass sich die Anzahl am Ende des Bestehens der Festung auf sieben Kasernen belief.

### Hauptwerk
In erster Linie bestand die Festung aus der 3200 m langen Stadtumwallung, die in sechs Fronten aufgeteilt war. Ihre stärksten Fronten waren die Fronte Beckers im Westsüdwesten und die Fronte Schmauß im Südsüdwesten. Beide Abschnitte waren mit je 490 Metern gleich lang. Ihre Hauptwerke waren zweischenklige Grabenwehren und vor denen sich an der Basis etwa vierzig Meter breite, auf der Spitze mit Galerien versetzte Erdwälle erhoben, vor denen sich wiederum ein trockener Graben befand. Neben den Wällen befanden sich ovalförmige Reduits, die nach der Frontseite zweistöckige begehbare Gebäude darstellten, nach hinten jedoch nur aus einer etwa drei Meter hohen, mit Schießscharten versehene Mauer bestanden. Von den Galerien führten wiederum Poternen in Form von Walltraversen zurück in die Stadt. Diese Walltraversen bildeten auch die Eingänge in die Kasematten der hinteren Wehrgalerie. Zwischen diesen benachbarten und gleich gebauten Fronten befand sich (vor der Hauptumwallung und dem Graben) die Lünette Nr. 83.

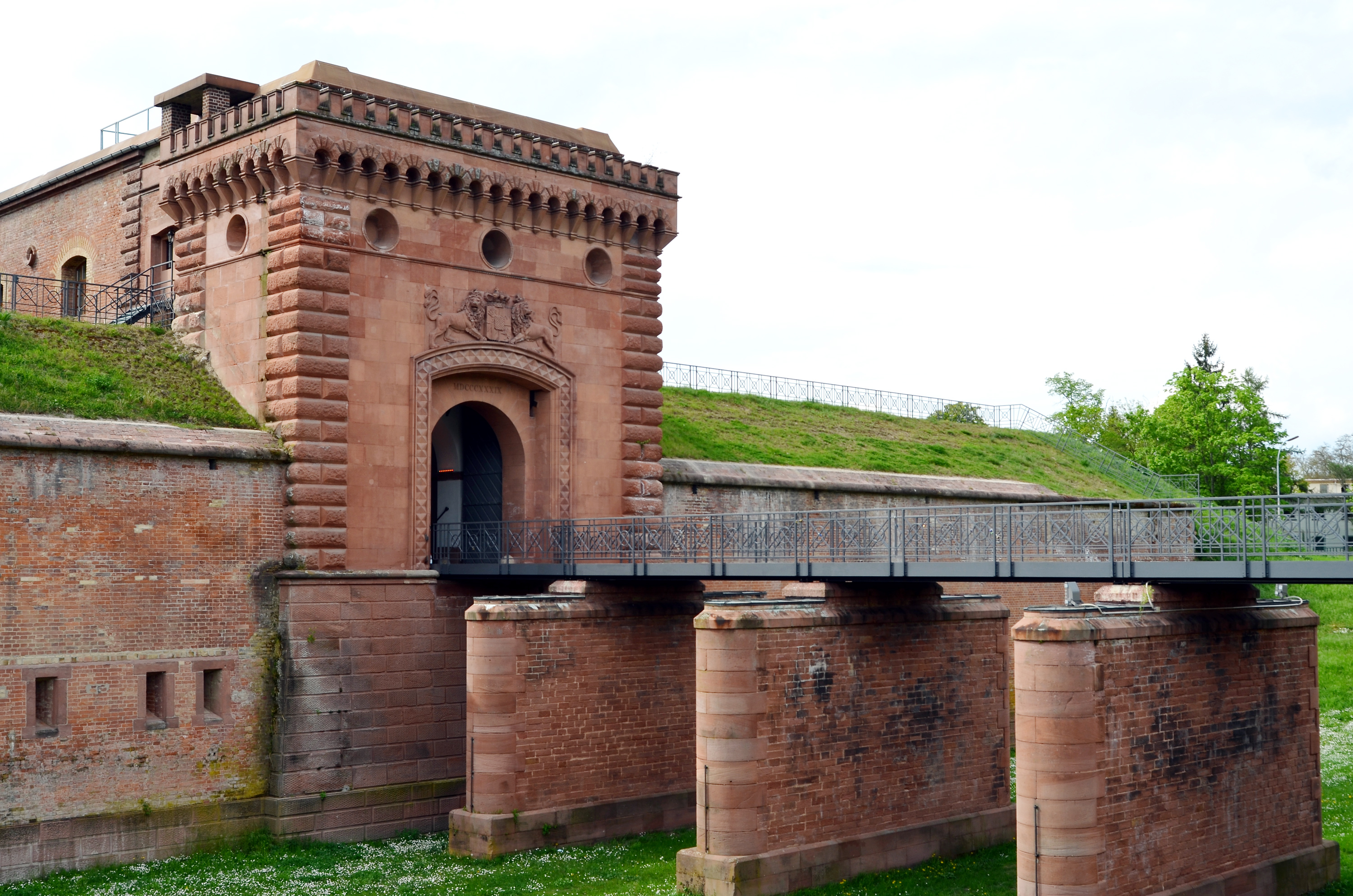
Das Weißenburger Tor (von „außen“ gesehen) ist inoffizielles Wahrzeichen der Stadt (2015)

Wenn man von der Fronte Schmauß weiter gegen den Uhrzeigersinn vorgeht, so kommt man südöstlich innerhalb des Hauptwalles zur 480 Meter langen Fronte Lamotte, in der auch das Weißenburger Tor lag. Da sie im Gegensatz zu Beckers und Schmauß gegen den Rhein lag (nur etwa vierhundert Meter vom Ufer entfernt) und daher aus dieser Richtung nicht direkt ein französischer Angriff zu erwarten war, war sie schwächer, so war die Grabenwehr auch nur einschenklig. Vom Weißenburger Tor führte eine Straße über eine Zugbrücke, auf der man auf eine Landstraße um die Stadt herum gelangte; diese führte links nach Norden Richtung Lingenfeld und weiter nach Speyer, nach rechts südlich um die Stadt herum und daraufhin weiter westlich Richtung Bellheim–Landau. Zweihundert Meter südwestlich der Fronte Lamotte lag und liegt der Friedhof der Stadt an den sich wiederum die Fronte Hertling anschloss, ebenfalls eine Lünette. Sie war durch einen etwa 280 Meter langen Tunnel mit dem Hauptwerk verbunden.
Nördlich der Fronte Lamotte befand sich die Fronte Diez im Osten der Anlage, die mit nur 360 Metern der kürzeste Abschnitt des Festungswerkes war. Davon wurde auf einer Gesamtlänge von 230 Metern die Umwallung durch ein einzelnes zur Gewehr- und Geschützverteidigung ausgelegtes Gebäude ersetzt, das außerdem als Provinzamt-Magazin, Garnisonsbäckerei, Kriegsmühle und Schlachthof fungierte. Etwa in seiner Mitte machte dies einen fast rechtwinkligen Knick, dementsprechend konnte sie auch direkt ohne Grabenwehr verteidigt werden. Durch den Graben der Fronte führt das Bett der Queich, von dem aus im Verteidigungsfall der Graben der Fronte Diez, sowie der Fronte Reuß und von Teilen der Fronte Carl durch Aufstauen hätte geflutet werden können.

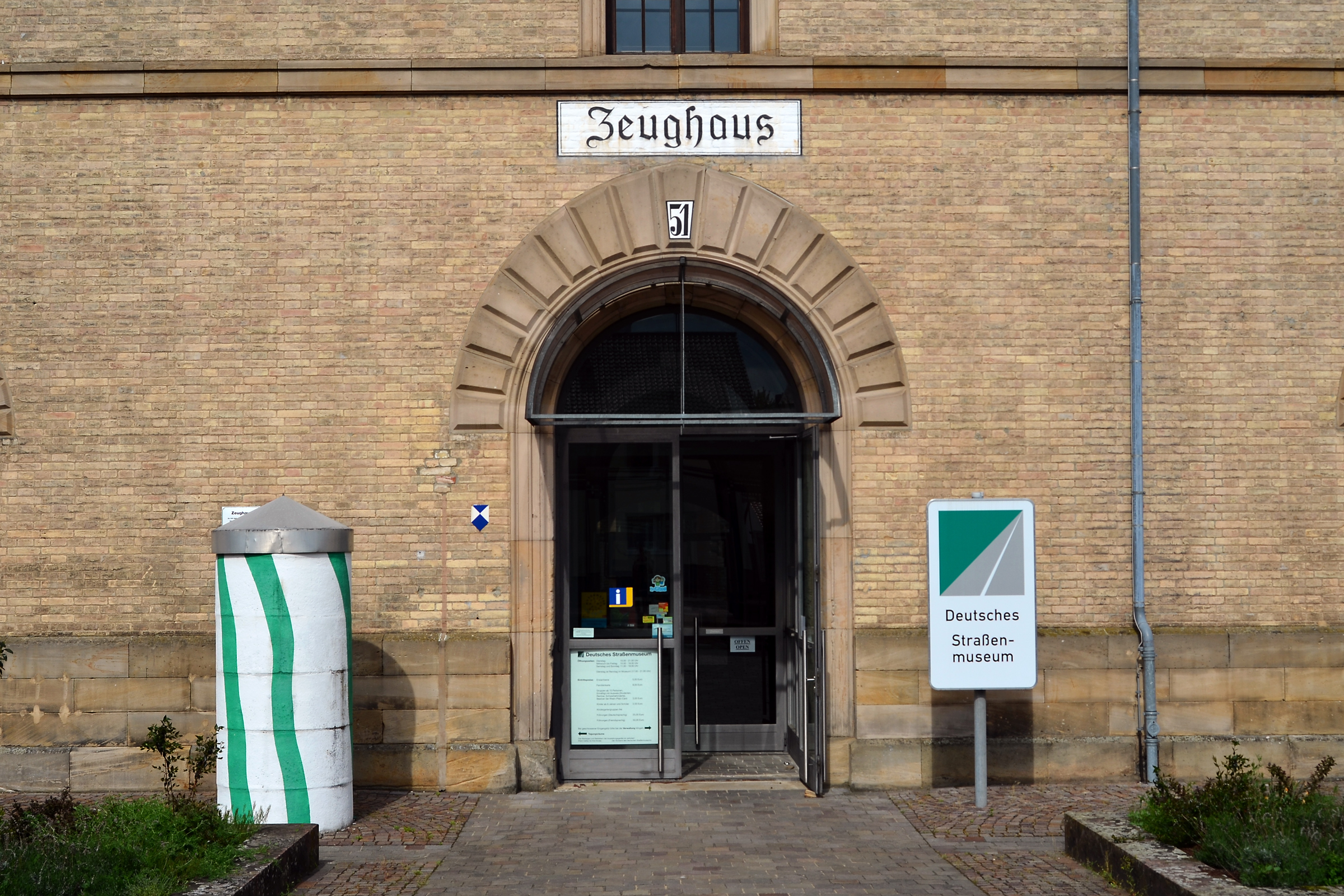
Eingangsbereich des ehemaligen Zeughauses (2015)

Der Nordosten der Hauptumwallung wurde durch die 530 Meter lange Fronte Reuß beherrscht. Sie war der schwächste Teil der Festungsanlage, da sie als letzte eine potentielle Angriffsfläche bot. Da das Gelände außerdem sehr sumpfig war, wurde auf eine starke Mauer verzichtet. Das stärkste Gebäude anstelle des Walles war das Zeughaus der Festung, das auf Pfählen errichtet wurde, um ein Einsinken zu verhindern. Mit der Fronte Diez war es durch eine nur 1,30 m starke Einzelmauer verbunden. Im Sprachgebrauch wurde diese meist „Carnot’sche Mauer“ genannt. Hinter dem Zeughaus befand sich dennoch eine Grabenwehr mit einem davorliegenden Wall, wie bei der Fronte Lamotte.
Nordöstlich der Fronte Diez befand sich das Flügelwerk Ysenburg, das nur durch einen Infanterie-Unterraum vom Rhein getrennt wurde. Das Fort sollte bei der Verteidigung helfen, sollte tatsächlich ein französischer Angriff von rechter Rheinseite erfolgen.

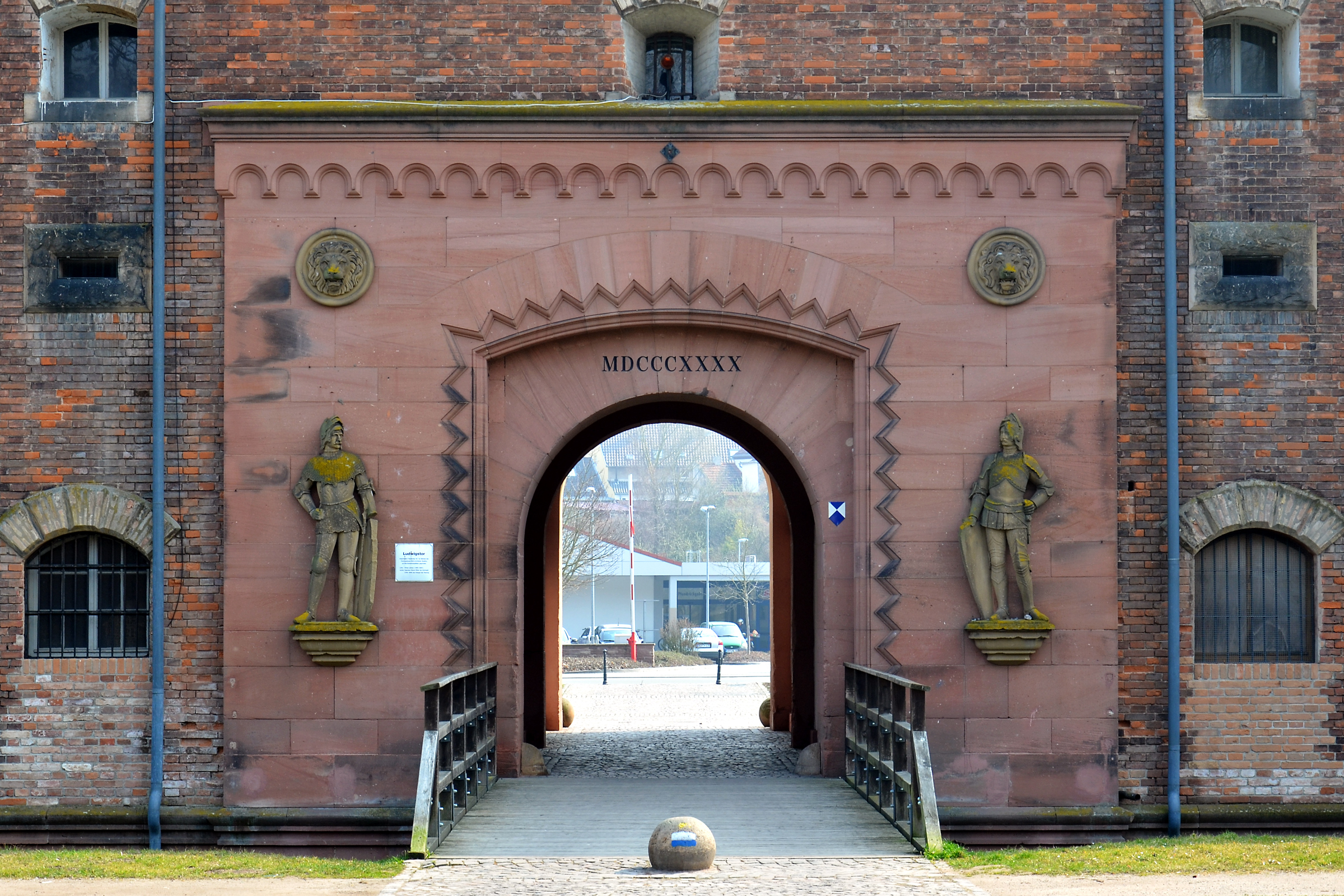
Ludwigstor von „außen“ (2015): Die Figuren zeigen angeblich König Ludwig I. von Bayern (links) und Friedrich von Schmauß, den Erbauer der Festung Germersheim (rechts)

Das letzte Verbindungsstück, um dann wiederum zur Fronte Beckers zu kommen, bildete die Fronte Carl, die mit 830 Metern den größten Teil der Anlage ausmachte. Sie war der Fronte Reuß am ähnlichsten, so hatte sie auch einen im Normalfall trockenen, aber dennoch (zumindest abschnittsweise) flutbaren Graben. Sie unterschied sich von anderen Anlagen vor allem dadurch, dass sie eine relativ große vorspringende Bastion hatte. Weiterhin befand sich das andere Stadttor, das „Ludwigstor“ in ihr, dessen Straßen zum einen nach Speyer als auch zu den einzelnen Forts führten.

### Vorwerke und -festen
Es gab die drei Vorfesten Wrede, Deroy und Friedrich der Siegreiche, von denen Wrede als das Hauptwerk des Fortgürtels galt. Sie war von der Form her eine klassische Bastion, mit zwei jeweils etwa 150 Meter langen Facen und je etwa einhundert Meter langen Flanken. Der Graben war an den Facen rund 33 Meter breit, verengte sich jedoch an den Seiten der Flanken auf zwanzig Meter; sie war etwa 650 Meter westlich der Fronte Beckers angelegt. Deroy, etwa 700 Meter von der Fronte Schmauß entfernt und Fort Friedrich der Siegreiche lagen an der Straße nach Lingenfeld, rund 1,4 Kilometer von der Fronte Carl entfernt.
Auf linker Rheinseite befanden sich außerdem die Vorwerke Vincenti im Südosten am Rheinufer, das etwa 1,1 Kilometer von der Fronte Lamotte entfernt lag, und Siebein im Norden, etwa 900 Meter nördlich des Überganges von der Fronte Reuß in die Fronte Carl (bzw. umgekehrt). Beide hatten einen fünfzig (Vincenti) bzw. fünfundfünfzig (Siebein) Meter breiten Graben.
Das nördlichste rechtsrheinische Vorwerk war Treuberg. Es lag etwa 1,7 Kilometer nordöstlich der Fronte Reuß und war mit einem 45–60 m Graben umgeben. Etwas südlich davon lag das kleinere Vorwerk Seydewitz (etwa 1,2 Kilometer ostnordöstlich der Fronte Reuß). Das größte der Werke war der Brückenkopf, etwa einen Kilometer östlich der Stadt. Von oben gesehen hatte er etwa die Form eines großen „B“, dessen Feuerlinie etwa 640 Meter betrug und von einem 70 Meter breiten Graben umgeben war. Südlich des Rheinsheimer Altrheines lag letztlich das Vorwerk Zandt, dessen Entfernung von der Fronte Lamotte etwa 1100 Meter betrug.

### Kasernen
Die in der Festung stationierten Soldaten waren ursprünglich in vier Kasernen, von denen drei als Defensivkasernen fungierten, untergebracht. Später wurden auch noch die Zollerkaserne, die Pontonnierkaserne, sowie die Maschinengewehrkaserne (letztere beiden außerhalb der Stadtumwallung) als nicht-defensive Kaserne, hinzugefügt.
Die stärkste und größte Defensivkaserne war die so genannte Seysselkaserne, die im Notfall das letzte Hindernis für heranstürmende Feinde in der Südwestfront sein sollte (sofern die Lünette Nr. 83, sowie die Fronte Beckers und die Fronte Schmauß, zumindest schon an ihrer Nahtstelle, gefallen sein sollten). Sie war ein zweistöckiges langes Gebäude mit einer 284 m langen Frontseite sowie an den Enden kurzen in 45°-Winkeln abspringenden Seitenflügeln. Die gesamte Front war mit Schießscharten versehen, sodass der Hauptflügel mit den Seitenflügeln einen Gegner ins Kreuzfeuer nehmen konnte. Ihr Haupteingang war der Stadtseite Richtung Ludwigsstraße zugewandt. Daneben hatten auch die Seitenflügel noch Nebeneingänge, die direkt zu der rechten Walltraverse der Fronte Schmauß (linker Flügel) bzw. der linken Walltraverse der Fronte Beckers (rechter Flügel) über die Straße führten.
Die andere Defensivkaserne war die Stengelkaserne, ein 220 m langes Gebäude, das in der Mitte einen 225°-Knick (Winkel nach außen gemessen) machte, sodass ihre Schusslinien in verschiedene Richtungen zeigten, sprich keine Überlagerung zugunsten eines Kreuzfeuers hatten. Sie befand sich im Westen der Stadt. Ihr linker Eingang war in Richtung der rechten Walltraverse der Fronte Beckers gerichtet, ihr rechter in Richtung Fronte Carl (wo es keine Walltraversen gab).
Die dritte Defensivkaserne schließlich war die Theobaldkaserne in der Südspitze des Walles. Sie war nur etwa 160 m lang und in Richtung Wall stumpfwinklig, sodass ihre Feuerlinien ebenfalls ein Kreuzfeuer ergaben. Ihr linker Eingang zeigte in Richtung der (einzigen) rechten Walltraverse der Fronte Lamotte, ihr rechter in Richtung der linken Walltraverse der Fronte Schmauß.
Die älteste, die (Franziskaner-)Klosterkaserne, hatte ihren Namen daher, dass sie vor ihrer Einrichtung als Kaserne das Kloster der Franziskaner in der Stadt war (vgl. hierzu den Artikel zur Germersheimer Jakobikirche). Zumindest mit der katholischen Stadtkirche bildete sie einen rechteckigen Innenhof.
Die erste neugebaute Kaserne war die 1867/68 errichtete Zollerkaserne, die auf einem Planquadrat angelegt war. Gegen drei der vier sie umgebenden Straßen lag je ein Flügel, der Rest bildete einen wiederum rechteckigen Innenhof. Ihr Hauptflügel war etwa 170 m lang, die Seitenflügel je etwa 80 m. Weiterhin wurde später außerhalb der Mauer die Pontonnierkaserne angelegt. Sie lag in der Nähe einer Kurve der Eisenbahnlinie Germersheim–Philippsburg nahe dem Rhein bei einer Brücke. 1914/15 wurde die Maschinengewehrkaserne westlich außerhalb der Stadt angelegt.

### Benennung
Ursprünglich führten die einzelnen Festungswerke keinen eigenen Namen, sondern waren mit römischen Ziffern durchnummeriert. Die Vorwerke und -festen hatten Nummern von I. bis XXIV., wobei manche Werke auch aus mehreren Teilnummern bestanden und auch manche Zahlenbereiche übersprungen wurden. Die Fronten der Hauptumwallung waren in ihren Übergängen nummeriert. Dabei begann die Nummerierung bei dem Übergang Lamotte-Schmauß mit XII. und nahm mit dem Uhrzeigersinn gehend zu. Die Fronte Carl wurde also ursprünglich als „Fronte Nr. XIV. XV.“ bezeichnet. Der Entschluss zur Änderung kam von Seiten König Ludwigs I.:

„Seine Königliche Majestät haben unterm 26. dieß den Haupt- und Vorwerken der Festungen Ingolstadt und Germersheim die in den beyfolgenden beyden Verzeichnißen enthaltenen Benennungen mit dem Beyfügen allerhöchst zu ertheilen geruht, dass gedachte Werke von nun an nur unter diesen Namen genannt und aufgeführt werden, sollen, welches hiemit bekannt gegeben wird.

München, den 29. Jänner 1842“

Nachstehende Tabelle gibt einen Überblick über die Nummern, Namen und Namenspatrone der Werke:
| Ursprünglicher Name | Geänderter Name     | Benannt nach                                                     |
| ------------------- | ------------------- | ---------------------------------------------------------------- |
| Nr. I.              | Deroyveste          | Bernhard Erasmus von Deroy                                       |
| Nr. III. IV.        | Wredeveste          | Carl Philipp von Wrede                                           |
| Nr. V.              | Friedrichsveste 1 ) | Friedrich der Siegreiche                                         |
| Nr. VI.             | Siebein             | Justus Siebein                                                   |
| Nr. VIII.           | Vincenti            | Karl von Vincenti                                                |
| Nr. IX              | Zandt               | Leopold Balduin von Zandt                                        |
| Nr. X               | Treuberg            | Friedrich Freiherr von Treuberg                                  |
| Nr. XI.             | Seydewitz           | Karl Friedrich August Graf von Seydewitz                         |
| Nr. XIX. XXI. XII.  | Hertling            | Franz Joseph von Hertling                                        |
| Nr. XXIII. XXIV.    | Ysenburger Fronte   | Georg August Graf Ysenburg & Wilhelm Christoph Graf von Ysenburg |
| Fronte XII. XIII.   | Fronte Schmauß      | Friedrich von Schmauß                                            |
| Fronte XIII. XIV.   | Fronte Beckers      | Karl August von Beckers zu Westerstetten                         |
| Fronte XIV. XV.     | Fronte Carl 2 )     | Karl Prinz von Bayern                                            |
| Fronte XV. XVI.     | Fronte Reuß         | Heinrich LII. jüngerer Reuß                                      |
| Fronte XVI. XVII.   | Fronte Diez         | Karl Philipp Diez                                                |
| Fronte XVII. XII.   | Fronte Lamotte 3 )  | Peter de La Motte                                                |

Anmerkungen:

1 ) Am 25. Oktober 1847 änderte der König den Namen erneut in „Friedrich des Siegreichen Vorveste“

2 ) Auch „Fronte Karl“ geschrieben

3 ) Ursprünglich „Fronte La Motte“ geschrieben
Nachstehende Tabelle gibt einen Überblick über die Namen und Namenspatrone von Kasernen und Toren:
| Name            | Lage                    | Benannt nach                               |
| --------------- | ----------------------- | ------------------------------------------ |
| Ludwigstor      | in der Fronte Carl      | Ludwig I. von Bayern                       |
| Theobaldkaserne | hinter Fronte Schmauß   | Karl Peter Wilhelm Apolinaris von Theobald |
| Seysselkaserne  | hinter Fronte Beckers   | Max Graf Seyssel d’Aix                     |
| Stengelkaserne  | hinter Fronte Carl      | Karl von Stengel                           |
| Zollerkaserne   | hinter Weißenburger Tor | Oskar Freiherr von Zoller                  |

Carnot’sche Mauern, wie in Germersheim eine besteht, sind nach dem französischen Festungsingenieur Lazare Nicolas Marguerite Carnot benannt.

## Militärische Bedeutung

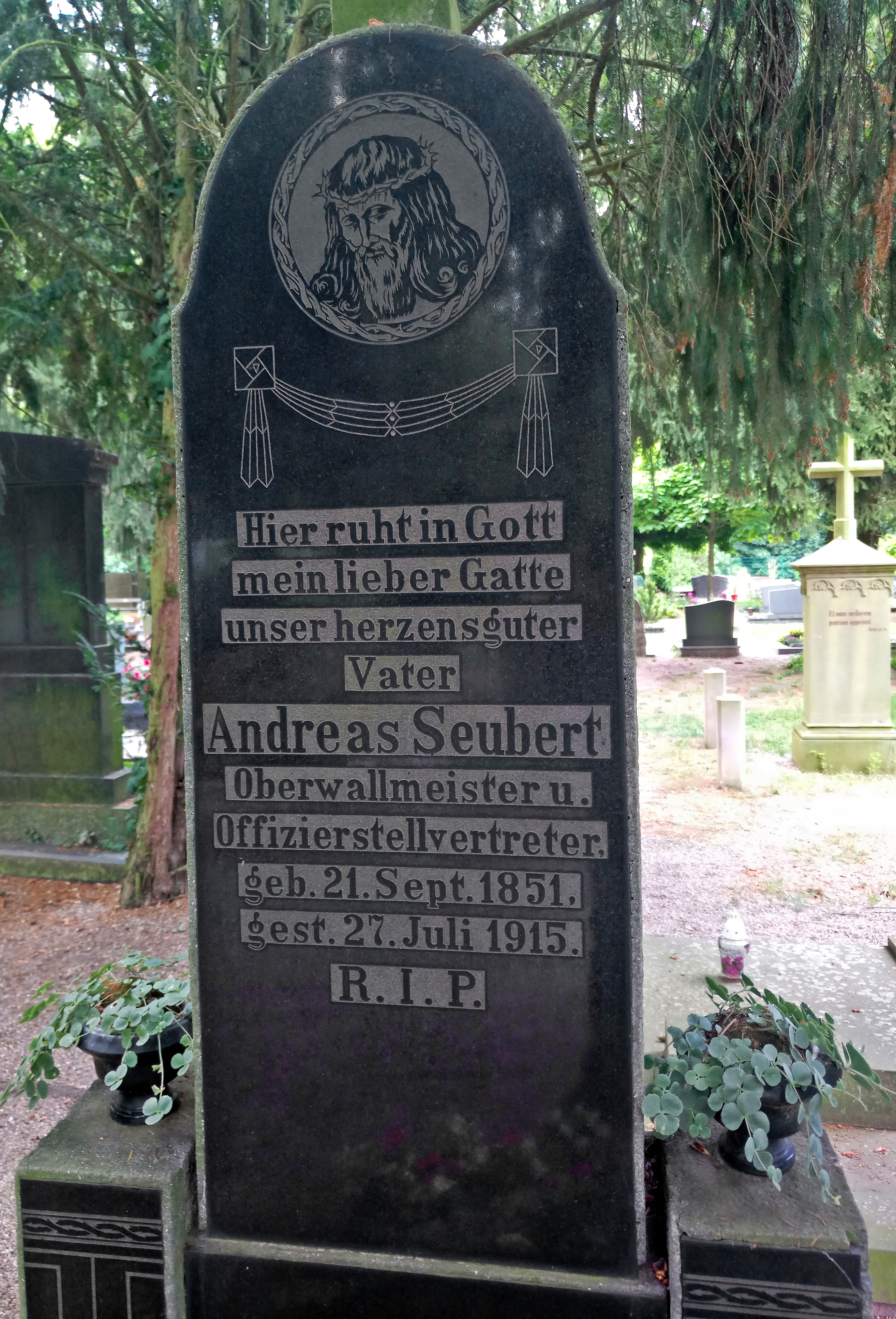
Grab des Oberwallmeisters der Festung Andreas Seubert (1851–1915) auf dem Friedhof Germersheim

Zu Beginn der Bauarbeiten sollte Germersheim eine der stärksten Festungen überhaupt werden. Hätte sie zu diesem Zeitpunkt bereits gestanden, so hätte sie zweifellos als „uneinnehmbar“ gegolten. Doch so weit kam es nicht: Noch während der Bauarbeiten setzte eine Welle der Verstärkung von Feuerwaffen ein. Insbesondere die neuen Kanonen zeigten sich als bedrohlich für die Festung: Die Reichweite vergrößerte sich so sehr, dass sie nunmehr ausreichte, sowohl die Forts als auch die Hauptumwallung gleichzeitig unter Beschuss nehmen zu können. Da weiterhin die Stadtumwallung – wie sich späterhin herausstellte – nur unnötigerweise die Stadtentwicklung behinderte, empfahl Heinrich von Heß bereits bei einer Festungsbesichtigung 1860 das Werk um eine zweite Reihe von Forts zu erweitern. Diese sollten wie folgt angeordnet sein:

„1. Am linken Ufer des Rheins bei Sondernheim.

2. Auf der ‚Sondernheimer Höhe‘ westlich des Bahnhofs.

3. An der Hexenbrücke im Zug der großen Straße Germersheim–Bellheim.

4. Bei der Holzmühle im Bellheimer Wald.

5. An der Kulbrücke auf dem linken hohen Talrand der tief eingeschnittenen Druslach.

6. An der Ausmündung der Druslach südlich des Dorfes Lingenfeld.

7. In der Nordostspitze der Insel Grün.

8. Auf dem rechten Rheinufer, dicht östlich des Dorfes Rheinsheim.

9. Am Bruchgraben, östlich des Forts ‚Brückenkopf‘.

10. Auf dem Elisabethenwörth an dem Altrhein, (bei der ‚Rollfähre‘).

11. Im oberen Elisabethenwörth dicht am rechten Rheinufer.“

Dies hätte Vorteile für die Stadt gehabt, da der Hauptwall mangels Nutzen hätte aufgelassen werden können. Als Folge dieser Maßnahme hätte sich die Stadt weiterentwickeln können. Aus Kostengründen (es hätte knapp 5½ Mio. Gulden gekostet) wurde dies jedoch nicht realisiert.
Insbesondere nach dem Sieg der Deutschen im Deutsch-Französischen Krieg und der Annexion Elsaß-Lothringens kümmerte man sich in erster Linie um die neuen Festungen Metz und Straßburg. Weiterhin wurde die noch stärker veraltete Festung Landau aufgelassen, woraufhin sich die Stadt fast explosionsartig weiterentwickelte. Germersheim wurde nicht weiter befestigt, so dass die veralteten Anlagen während der Kaiserzeit nahezu keinen militärischen Nutzen mehr hatten.
1908 wurde erstmals ein Durchbruch durch die Festungsmauer vorgenommen. Dabei wurde die Orffstraße verlängert und die heutige Zeppelinstraße und somit ein neuer Zugang zur Stadt geschaffen. Dieser fungierte fortan als Abkürzung der Straße Germersheim–Bellheim, ohne dass Anreisende zunächst ein Mal südlich an der Stadt vorbeigehen mussten, um sie schließlich im Osten durch das Weißenburger Tor zu betreten. Allein die Tatsache, dass hierbei die Fronte Schmauß (also die Hauptfront) durchbrochen wurde, zeigt sehr gut den Alterungszustand der Festungsanlage auf.
Im Jahr 1904 wurde offiziell beantragt, die Festung aufzulassen. Es dauerte allerdings neun Jahre, bis dem Antrag 1913 stattgegeben wurde. Der Ausbruch des Ersten Weltkrieges im darauf folgenden Jahr verhinderte jedoch zunächst eine spürbare Weiterentwicklung der Stadt.

## Garnison
Bereits ab 1815 war die Stadt Standort der Bayerischen Armee, die Garnison wechselte bis 1840 jährlich, ab dann bis 1870 alle zwei Jahre. Im Jahre 1850 betrug die Garnison 4499 Mann (davon 64 Kommandanten) und 285 Pferde; sie setzte sich aus unterschiedlichen militärischen Einheiten zusammen. Für das Jahr 1868 befand sich folgende Garnison in der Festung:
- 2. und 3. Bataillon des 4. Königlich Bayerischen Infanterie-Regiments „König Wilhelm von Württemberg“;
- 1. und 3. Bataillon des 8. Königlich Bayerischen Infanterie-Regiments „Großherzog Friedrich II. von Baden“;
- 4. Fußbataillon des 4. Königlich Bayerischen Feldartillerie-Regiments „König“;
- 3. Festungs-Genie-Kompanie.

Ab 1871 bestand die Garnison aus folgenden Einheiten:
| Truppe                         | Garnisonszeit                     |
| ------------------------------ | --------------------------------- |
| 1. Bataillon des 6. Regimentes | 28. Juni 1871 bis 30. August 1874 |
| 1. Bataillon des 5. Regimentes | 3. Juli 1871 bis 30. August 1874  |
| 1. Bataillon des 9. Regimentes | 3. Juli 1871 bis 30. August 1874  |
| 2. Bataillon des 6. Regimentes | 7. September 1874–1878            |
| 3. Bataillon des 5. Regimentes | 19. September 1874–1878           |
| 2. Bataillon des 9. Regimentes | 20. September 1874–1878           |

Durch Allerhöchste Erschließung wurden das 6. (am 15. September 1878 eingetroffen), 8. und 10. Königlich Bayerische Jägerbataillon (jeweils am 16. September 1878 eingetroffen) zum 17. Infanterie-Regiment „Orff“ (das diesen Namen jedoch erst später erhielt) vereinigt und bildeten fortan bis zum Ausbruch des Ersten Weltkrieges die Festungsgarnison. Folgende Auflistung aller Truppen hat den Stand des Jahres 1897:
- 78 Offiziere;
- 6 Ärzte;
- 18 Beamte;
- 301 Unteroffiziere;
- 76 Spielleute;
- 1.767 Obergefreite, Gefreite, Einjährig-Freiwillige und Gemeine;
- 24 Lazarettgehilfen;
- ein Militärunterbeamter und
- zwölf Zivilbedienstete.
- Insgesamt also 2283.

## Schleifung
Artikel 180 des Friedensvertrages von Versailles besagte, dass „alle befestigten Anlagen, Festungen […], die auf deutschem Gebiete westlich einer Linie in 50 km Abstand östlich des Rheins [lägen], […] abgerüstet und geschleift [würden]. […]“, was auch Germersheim betraf, jedoch einerseits wegen des ohnehin nicht mehr vorhandenen militärischen Nutzens der Festungsanlage, andererseits wegen der bereits vollzogenen Auflassung der Festung unnötig war.
Die Durchführung der Schleifungsarbeiten war Angelegenheit des Reiches. Nachdem sich Germersheim bereits durchgesetzt hatte, dass nicht alles vernichtet werden musste, wollte die Interalliierte Militärkontrollkommission in Berlin mehr schleifen als letztlich geschleift wurde, da sie bei diesen Anlagen, die nach dem Krieg als Notunterkünfte fungierten, Entgegenkommen zeigte. Die Vorwerke und -festen wurden zunächst nur soweit abgetragen, dass die Umrisse noch erkennbar blieben. Die Minengänge wurden an Knotenpunkten gesprengt.
Die Schleifungsarbeiten wurden im Herbst 1920 aufgenommen und dauerten bis in den Winter 1921/22. Einige Niederreißungen einzelner Grundmauern erfolgten vor und nach dem Zweiten Weltkrieg, als die Stadt nach über einhundert Jahren wieder zu wachsen begann und auch die Grundrisse den Bau weiterer Wohnungen verhinderten.

## Heutige Nutzung
Alle ehemaligen und erhaltenen Festungsgemäuer sind nunmehr denkmalgeschützt. Folgende Werke sind vollständig erhalten:
| Werk              | Heutige Nutzung                                                                                      |
| ----------------- | --- |
| Seysselkaserne    | Fachbereich Translations-, Sprach- und Kulturwissenschaften der Johannes Gutenberg-Universität Mainz |
| Stengelkaserne    | ehemaliges Bundeswehrgebäude (momentan funktionslos)                                                 |
| Klosterkaserne    | Wieder ins Kirchengebäude integriert                                                                 |
| Ludwigstor        | Stadt- und Festungsmuseum Germersheim                                                                |
| Zeughaus          | Deutsches Straßenmuseum und Sitz des Kunstvereins Germersheim                                        |
| Proviantamt       | ehemaliges Bundeswehrgebäude (momentan funktionslos)                                                 |
| Arrestgebäude     | Vereinsnutzung                                                                                       |
| Garnisonslazarett | ehemaliges Bundeswehrgebäude (momentan funktionslos)                                                 |
| Weißenburger Tor  | Tourismuszentrum, Festungstrauzimmer, Internationaler Bund, Spuktheater                              |
| Offizierskasino   | Stadthaus                                                                                            |
| Kommandantur      | Evangelisches Dekanat                                                                                |
| Fortifikation     | Kreisverwaltung (Gesundheitsamt)                                                                     |

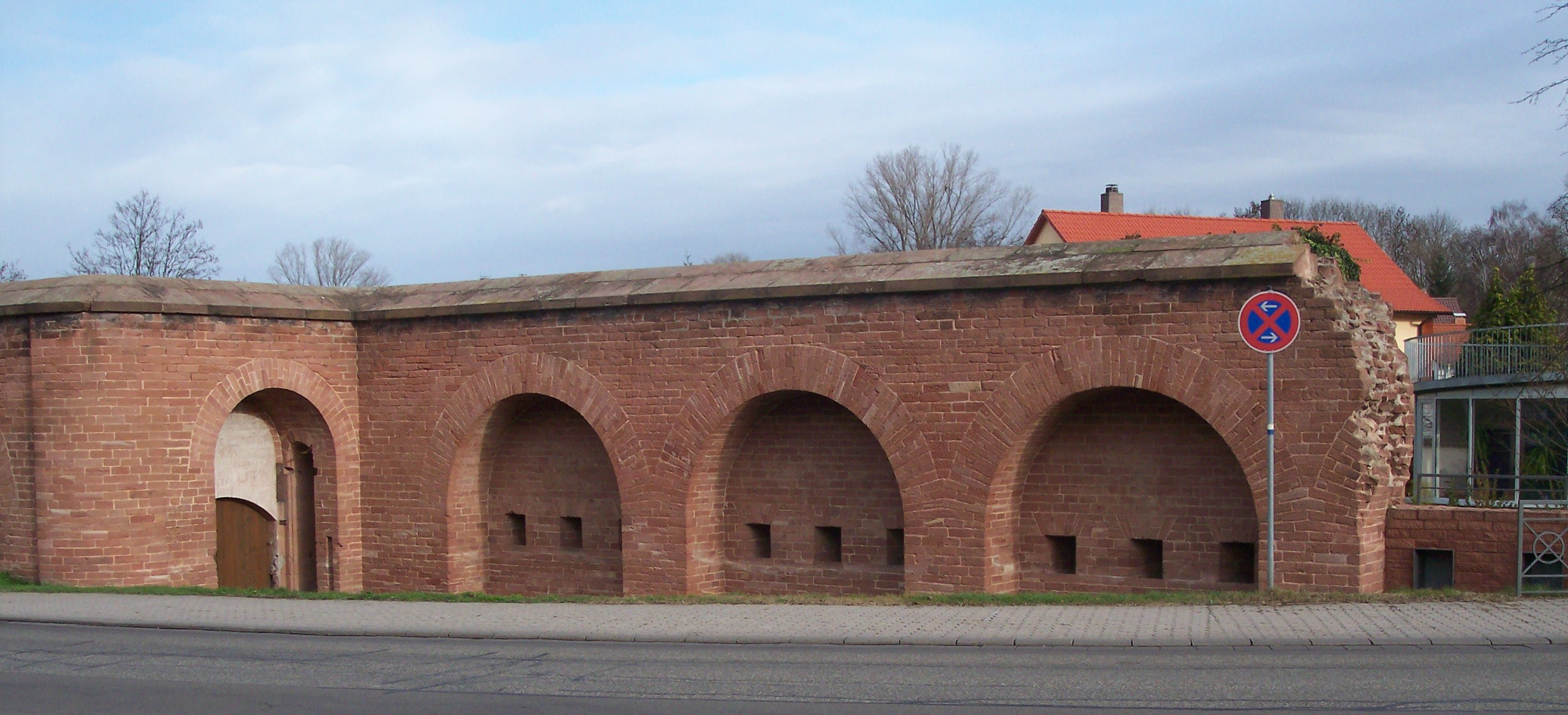
Teil der Carnot’schen Mauer (2006)

Folgende Werke sind teilweise erhalten:
| Werk              | Erhaltener Ausschnitt                                                | Heutige Nutzung |
| ----------------- | -------------------------------------------------------------------- | --- |
| Fronte Beckers    | 250 m breiter Ausschnitt der gesamten Anlage, rund um die Grabenwehr | Städtisches Jugendzentrum, sowie Städtische Musikschule und Musikakademie Germersheim; weiterhin Aufführungsort diverser kultureller Veranstaltungen wie Konzerte etc.; Wanderheim des Pfälzerwald-Vereins. |
| Fronte Lamotte    | Grabenwehr, sowie einzelne Mauerabschnitte                           | Park (Stadtpark Fronte Lamotte, seit 2001), Künstleratelier, Vereinsnutzung |
| Carnot’sche Mauer | Alles außer einem Straßendurchbruch (Rudolf-von-Habsburg-Straße)     | |

Alle anderen Werke innerhalb des Hauptwerkes sind zerstört, von den ehemaligen Forts sind mitunter noch Grobverläufe erkennbar. Auf den Ruinen der Vorfeste Wrede wurde das Germersheimer Sportzentrum Wrede errichtet. Nahezu alle Werke (und andere Festungsteile mit Namenspatron) sind in Straßennamen enthalten.

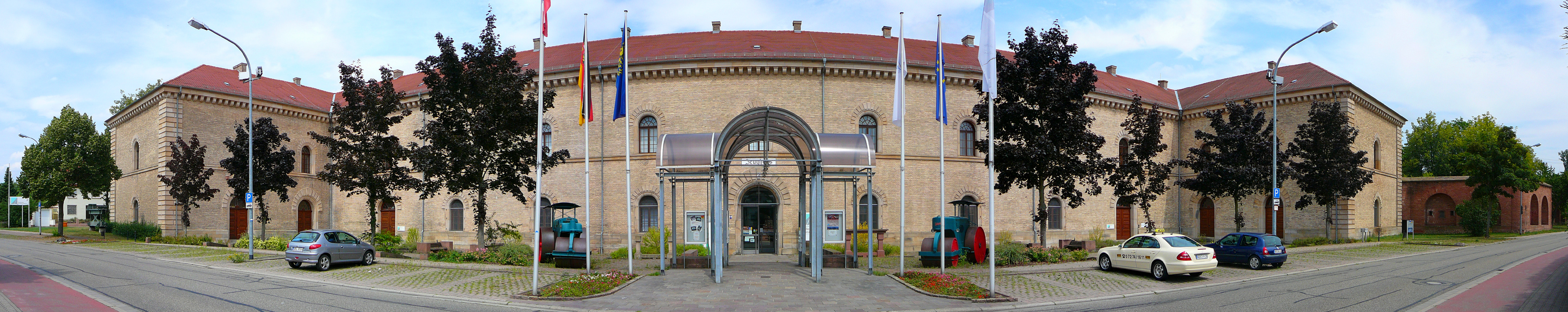
Das ehemalige Zeughaus beherbergt das Deutsche Straßenmuseum; rechts am Rand die Carnot’sche Mauer (2008)